# Le Danseur du roi

Le Danseur du roi est un ballet en 2 actes et 3 tableaux d'Arthur Saint-Léon, représenté pour la première fois le 22 octobre 1853 au Théâtre Lyrique de Paris (Saint-Léon y crée aussi la même année Le Lutin de la Vallée), sur une musique d'Eugène Gautier et des paroles d'Alboize. 